# Vera Stejskal
Vera Dagmar Mila Stejskal, född 23 februari 1944 i Prag, död 27 september 2017 i Danderyds distrikt, var en tjeckoslovakisk-svensk immunolog.
Vera Stejskal studerade biologi och kemi vid Karlsuniversitetet i Prag 1961–1966. Hon disputerade 1967 och var därefter forskare vid institutionen för experimentell biologi och genetik vid Karlsuniversitetet. Hon kom till Sverige 1968 efter Sovjetunionens invasion i landet. 
I Sverige var hon 1969–1977 forskare vid institutionen för immunologi vid Stockholms universitet. Hon blev docent i immunologi vid universitetet 1976, och var 2004–2012 biträdande professor i immunologi vid Karlsuniversitetet. Från 1977 var hon grundare och chef för Astras laboratorium för immuntoxikologi i Södertälje. Där arbetade hon bland annat med immunologisk kontroll av den protonpumpshämmande substansen omeprazol, som lanserades av Astra 1992 som det patenterade läkemedlet Losec.
Vera Stejskal var därefter vid Danderyds sjukhus och Karolinska institutet 1996–2002 som forskningsansvarig för klinisk immunotoxikologi.
Hon var specialist på risker av metaller på immunförsvaret, till exempel känslighet för metaller i tandlegeringar. Hon patenterade i början av 1990-talet Melisa-testet, som hon ursprungligen utvecklat på Astra för att på ett tidigt stadium kontrollera kemikalie-/läkemedelskänslighet hos arbetare på företaget.
Hon hade två döttrar som driver verksamheten med Melisa-testet vidare genom Melisa Diagnostics. Vera Stejskal är gravsatt i minneslunden på Danderyds kyrkogård.